# 6. junij
6. junij je 157. dan leta (158. v prestopnih letih) v gregorijanskem koledarju. Ostaja še 208 dni.

## Dogodki
- 1513 – začetek bitke pri Novari
- 1523 – Gustav Vasa postane švedski kralj
- 1683 – odprt Ashmolov muzej v Oxfordu
- 1752 – uničujoč požar uniči tretjino Moskve, vključno z 18.000 domovi
- 1809 – Švedska razglasi novo ustavo
- 1844 – v Londonu ustanovljena organizacija Young Men's Christian Association (YMCA)
- 1859 – kraljica Viktorija podpiše odlok, s katerim postane Queensland ločena kolonija
- 1912 – na Aljaski izbruhne ognjenik Novarupta, drugi največji izbruh v zgodovini
- 1918 – začne se bitka za Belleau Wood
- 1919 – uspešen konec ofenzive slovenskih in srbskih enot na Koroškem. Srbske enote vkorakajo v Celovec, četa Ljubljanskega polka pa v Gospo Sveto.
- 1925 – ustanovljena družba Chrysler
- 1933 – v Camdenu (New Jersey, ZDA) odprt prvi »drive-in« kino
- 1944: II. svetovna vojna
  - izkrcanje v Normandiji - operacija Overlord
  - francosko, belgijsko in norveško odporniško gibanje začnejo z obsežnimi sabotažami
  - splošna stavka na Danskem
- 1946 – ustanovljena ameriška košarkarska liga NBA
- 1949 – izdana Orwellova knjiga 1984
- 1951 – v Berlinu odprt prvi Berlinski mednarodni filmski festival - Berlinale
- 1971 – izstrelitev Sojuza 11
- 1974 – Švedska postane ustavna monarhija
- 1976 – začetek nemirov v Sowetu naznani konec apartheida
- 1982 – izraelska vojska vdre v južni Libanon
- 1985 – najdeno in izkopano truplo Josefa Mengeleja
- 2005 – izid albuma Fijacion Oral kolumbijske pevke Shakire

## Rojstva
- 1236 – Wen Tianxiang, kitajski državnik, pesnik († 1283)
- 1347 – Eleanora iz Arboreje, sardinska kraljica Arboreje († 1404)
- 1368 – Jan Hus, češki verski reformator († 1415)
- 1436 – Regiomontan (Johannes Müller), nemški matematik, astronom († 1476)
- 1502 – Janez III., portugalski kralj († 1557)
- 1519 – Andrea Cesalpino, italijanski zdravnik, filozof, botanik († 1603)
- 1533 – Bernardino Baldi, italijanski matematik († 1617)
- 1580 – Godefroy Wendelin, belgijski astronom, duhovnik, kartograf († 1667)
- 1599 – Diego Rodríguez de Silva y Velázquez, španski slikar († 1660)
- 1606 – Pierre Corneille, francoski dramatik († 1684)
- 1765 – John Trumbull, ameriški slikar († 1843)
- 1799 – Aleksander Sergejevič Puškin, ruski pesnik, pisatelj, dramatik († 1837)
- 1810 – Friedrich Wilhelm Schneidewin, nemški klasični humanist († 1856)
- 1850 – Karl Ferdinand Braun, nemški fizik, nobelovec 1909 († 1918)
- 1855 – Edvard Jelínek, češki novinar in pisatelj († 1897)
- 1857 – Aleksander Mihajlovič Ljapunov, ruski matematik, mehanik, fizik († 1918)
- 1862 – Henry John Newbolt, angleški pisatelj († 1938)
- 1868 – Robert Falcon Scott, angleški polarni raziskovalec († 1912)
- 1875 – Thomas Mann, nemški pisatelj, nobelovec 1929 († 1955)
- 1887 – Ruth Benedict, ameriška antropologinja († 1948)
- 1896 – Italo Balbo, italijanski pilot, politik († 1940)
- 1901 – Ahmed Sukarno, indonezijski predsednik († 1970)
- 1903 – Aram Iljič Hačaturjan, armenski skladatelj († 1978)
- 1906 – Max August Zorn, nemško-ameriški matematik († 1993)
- 1909 – Isaiah Berlin, britanski filozof († 1997)
- 1933 – Ludvik Vrtačič, slovenski filozof in ekonomist († 2019)
- 1934 – Albert II., belgijski kralj
- 1935 – Tenzin Gyatso, tibetanski dalajlama
- 1939 – Louis Andriessen, nizozemski skladatelj
- 1948 – Metod Trobec, slovenski morilec († 2006)
- 1956 – Björn Borg, švedski tenisač
- 1960 – Steve Vai, ameriški kitarist
- 1961 – Tom Araya, ameriški težkometalni pevec, basist
- 1963 – Wolfgang Drechsler, nemški sociolog
- 1972 – Noriaki Kasai, japonski smučarski skakalec

## Smrti
- 913 –  Aleksander, bizantinski cesar * 870
- 1134 – Norbert Xantenški, nadškof, svetnik, ustanovitelj premonstratencev (* 1080)
- 1217 – Henrik I., kastiljski kralj (* 1204)
- 1251 – Vilijem II., flandrijski grof (* 1224)
- 1304 – Abu Said Osman, vladar severno afriškega kraljestva Tlemcen
- 1333 – William Donn de Burgh, hiberno-normanski plemič, 3. grof Ulster (* 1312)
- 1350 – Bernard od Svetega Genazija, oglejski patriarh (* 1258)
- 1393 – cesar Go-En'ju, japonski proticesar (* 1359)
- 1548 – João de Castro, portugalski pomorščak (* 1500)
- 1832 – Jeremy Bentham, angleški pravnik, filozof (* 1748)
- 1843 – Johann Christian Friedrich Hölderlin, nemški pesnik (* 1770)
- 1861 – grof Camillo Cavour, italijanski državnik (* 1810)
- 1878 – Robert Stirling, škotski izumitelj (* 1790)
- 1881 – Henri Vieuxtemps, belgijski violinist, skladatelj (* 1820)
- 1891 – sir John Alexander Macdonald, kanadski predsednik vlade (* 1815)
- 1916 – Juan Šikai, kitajski vojaški uradnik, politik (* 1859)
- 1919 – Enrijo Inoue, japonski filozof (* 1858)
- 1932 – Ernest Broșteanu, romunski general (* 1869)
- 1934 – Jožef Margitaj, slovenskega rodu hrvaško-madžarski učitelj, novinar, pisatelj, madžaronski propagandist (* 1854)
- 1946 – Gerhart Hauptmann, nemški dramatik (* 1862)
- 1948 – Louis Lumière, francoski fotograf, izumitelj (* 1864)
- 1961 – Carl Gustav Jung, švicarski psihiater, psiholog (* 1875)
- 1968 – Robert Francis Kennedy, ameriški politik (* 1925)
- 1976 – Jean Paul Getty, ameriški industrialec (* 1892)
- 1981 – 
  - Carleton Stevens Coon, ameriški antropolog (* 1904)
  - Angelo Cerkvenik, slovenski dramatik, pisatelj (* 1894)
- 1984 – Arthur Bertram Chandler, avstralski pisatelj (* 1912)
- 1991 – Stanley Getz, ameriški jazzovski glasbenik (* 1927)
- 1993 – Dražen Petrović, hrvaški košarkar
- 1999 − Anne Haddy, avstralska igralka (* 1930)
- 2009 – Jean Dausset, francoski zdravnik imunolog, nobelovec 1980 (* 1916)
- 2013 – Esther Williams, ameriška plavalka in filmska igralka (* 1921)

## Prazniki in obredi
- Švedska – narodni praznik
- Queensland, Avstralija - dan Queenslanda
- Južna Koreja – spominski dan